# Les Terres-de-Chaux

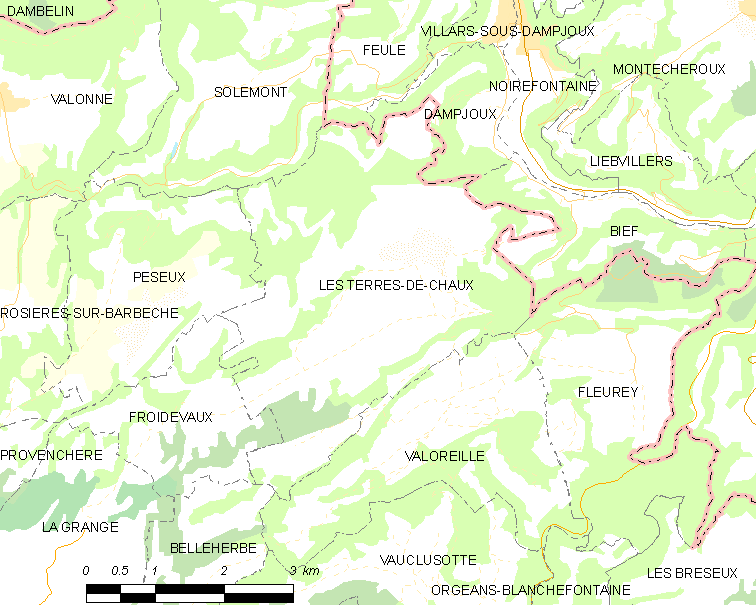
Les Terres-de-Chaux

Les Terres-de-Chaux est une commune française située dans le département du Doubs, la région culturelle et historique de Franche-Comté et la région administrative Bourgogne-Franche-Comté.

## Géographie

### Toponymie
Les-Terres-de-Chaux est une commune du département du Doubs qui, depuis 1969, regroupe les anciennes communes de : 
Châtillon-sous-Maîche : Castellonis en 1245, 1262 ; Chastaillon en 1343 ; Chasteillon en 1372 ; Chastillon en Montagne en 1417 ; Chatillon sous Meiche en 1500 ; Chastillon soubz Maisches en 1619 ; Chastillon soubz Meiche en 1686 ; Chatillons sous Meiche en 1784 ; Châtillon-en-Montagne en 1792 - Chaux-les-Châtillon : Chalo en 1177 ; Chaux en 1275 ; Calce de Montana à la fin du XIIe siècle ; Chaulx à la fin du XIVe siècle ; Chaux en Montagne, Chaux sur Maîche, Chaux sur Saint-Hippolyte du XVe siècle au XVIIe siècle ; Chault in Montana, Chaux-lès-Châtillon en 1743, nom confirmé par le décret du 21 décembre 1961 - Courcelles-les-Châtillon : Corcelle devant Chatillon en 1321 ; Corcelle en 1584 ; Courceles en 1562 ; Corcelles-les-Chastillon-soubz-Maches en 1564 ; Corcelles en 1584, 1623 ; Courcelles en 1613 ; Courcelle en 1686, 1803 ; Courcelles-les-Châtillon par décret du 21 décembre 1961 - Neuvier : Neufvye en 1562 ; Neufvie en 1667 ; Neuvie au XVIIIe siècle.
Sous l'Ancien Régime, ces villages dépendaient de la seigneurie de Châtillon-sous-Maîche et de la paroisse de Chaux-lès-Châtillon.

### Climat
Pour des articles plus généraux, voir Climat de la Bourgogne-Franche-Comté et Climat du Doubs.
En 2010, le climat de la commune est de type climat de montagne, selon une étude du Centre national de la recherche scientifique s'appuyant sur une série de données couvrant la période 1971-2000. En 2020, Météo-France publie une typologie des climats de la France métropolitaine dans laquelle la commune est exposée à un climat de montagne ou de marges de montagne et est dans la région climatique  Jura, caractérisée par une forte pluviométrie en toutes saisons (1 000 à 1 500 mm/an), des hivers rigoureux et un ensoleillement médiocre. 
Pour la période 1971-2000, la température annuelle moyenne est de 8,6 °C, avec une amplitude thermique annuelle de 17 °C. Le cumul annuel moyen de précipitations est de 1 468 mm, avec 13,4 jours de précipitations en janvier et 11,4 jours en juillet. Pour la période 1991-2020, la température moyenne annuelle observée sur la station météorologique de Météo-France la plus proche, « Maiche », sur la commune de Maîche à 9 km à vol d'oiseau, est de 7,7 °C et le cumul annuel moyen de précipitations est de 1 433,0 mm. 
La température maximale relevée sur cette station est de 34,9 °C, atteinte le 25 juillet 2019 ; la température minimale est de −26,8 °C, atteinte le 1er mars 2005,,. 
Les paramètres climatiques de la commune ont été estimés pour le milieu du siècle (2041-2070) selon différents scénarios d'émission de gaz à effet de serre à partir des nouvelles projections climatiques de référence DRIAS-2020. Ils sont consultables sur un site dédié publié par Météo-France en novembre 2022.

## Urbanisme

### Typologie
Au 1er janvier 2024, Les Terres-de-Chaux est catégorisée commune rurale à habitat très dispersé, selon la nouvelle grille communale de densité à 7 niveaux définie par l'Insee en 2022.
Elle est située hors unité urbaine et hors attraction des villes,.

### Occupation des sols
L'occupation des sols de la commune, telle qu'elle ressort de la base de données européenne d’occupation biophysique des sols Corine Land Cover (CLC), est marquée par l'importance des territoires agricoles (63 % en 2018), une proportion identique à celle de 1990 (63 %). La répartition détaillée en 2018 est la suivante : 
forêts (37 %), zones agricoles hétérogènes (36,7 %), prairies (26,4 %). L'évolution de l’occupation des sols de la commune et de ses infrastructures peut être observée sur les différentes représentations cartographiques du territoire : la carte de Cassini (XVIIIe siècle), la carte d'état-major (1820-1866) et les cartes ou photos aériennes de l'IGN pour la période actuelle (1950 à aujourd'hui).

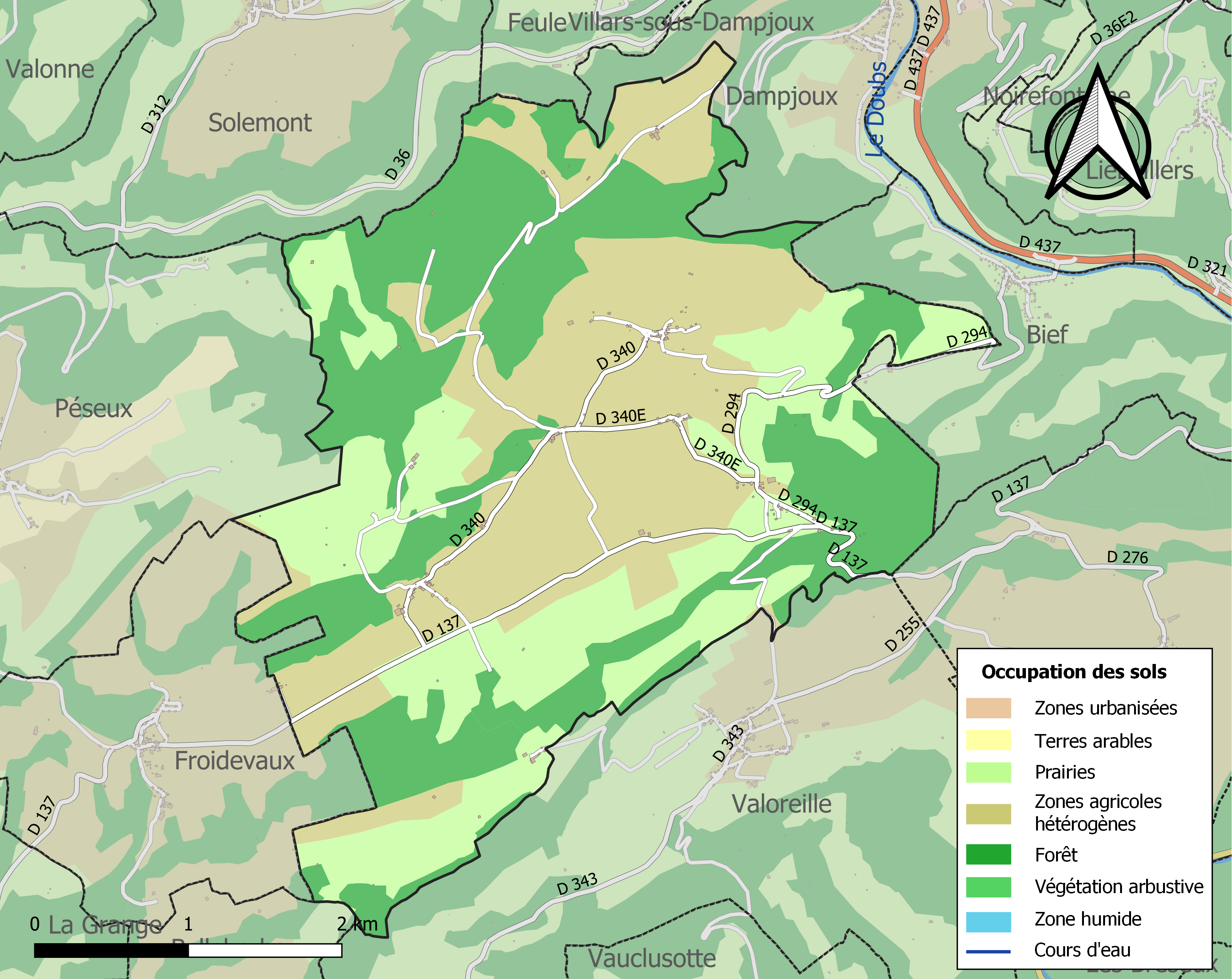
Carte des infrastructures et de l'occupation des sols de la commune en 2018 (CLC).

## Héraldique
| Blason de Terres-de-Chaux (Les) | Blason  | De sinople à trois rencontres de cerfs d’argent rangés en chef et soutenus d’une souche d’arbre arrachée du même; à la bordure cousue d’azur chargée de huit feuilles de chêne d’or. |
| Blason de Terres-de-Chaux (Les) | Détails | Le statut officiel du blason reste à déterminer. |

## Politique et administration
| Période                                  | Période  | Identité              | Étiquette | Qualité                                                            |
| ---------------------------------------- | -------- | --------------------- | --------- | ------------------------------------------------------------------ |
| mars 2008                                | 2020     | Jean-Jacques Venditti | DVD       | Retraité Président de la Communauté de communes de Saint-Hippolyte |
| 2020                                     | En cours | Françoise Barthoulot  | DVD       |                                                                    |
| Les données manquantes sont à compléter. |          |                       |           |                                                                    |

## Démographie
L'évolution du nombre d'habitants est connue à travers les recensements de la population effectués dans la commune depuis 1793. Pour les communes de moins de 10 000 habitants, une enquête de recensement portant sur toute la population est réalisée tous les cinq ans, les populations de référence des années intermédiaires étant quant à elles estimées par interpolation ou extrapolation. Pour la commune, le premier recensement exhaustif entrant dans le cadre du nouveau dispositif a été réalisé en 2008.

En 2022, la commune comptait 130 habitants, en évolution de −8,45 % par rapport à 2016 (Doubs : +1,88 %, France hors Mayotte : +2,11 %).
| 1793 | 1800 | 1806 | 1821 | 1831 | 1836 | 1841 | 1846 | 1851 |
| ---- | ---- | ---- | ---- | ---- | ---- | ---- | ---- | ---- |
| 55   | 59   | 66   | 89   | 76   | 70   | 76   | 68   | 62   |

| 1856 | 1861 | 1866 | 1872 | 1876 | 1881 | 1886 | 1891 | 1896 |
| ---- | ---- | ---- | ---- | ---- | ---- | ---- | ---- | ---- |
| 55   | 59   | 73   | 57   | 67   | 68   | 64   | 64   | 63   |

| 1901 | 1906 | 1911 | 1921 | 1926 | 1931 | 1936 | 1946 | 1954 |
| ---- | ---- | ---- | ---- | ---- | ---- | ---- | ---- | ---- |
| 53   | 43   | 41   | 28   | 28   | 34   | 30   | 28   | 28   |

| 1962 | 1968 | 1975 | 1982 | 1990 | 1999 | 2006 | 2008 | 2013 |
| ---- | ---- | ---- | ---- | ---- | ---- | ---- | ---- | ---- |
| 22   | 26   | 148  | 132  | 128  | 116  | 125  | 128  | 145  |

| 2018 | 2022 | - | - | - | - | - | - | - |
| ---- | ---- | - | - | - | - | - | - | - |
| 127  | 130  | - | - | - | - | - | - | - |

## Lieux et monuments

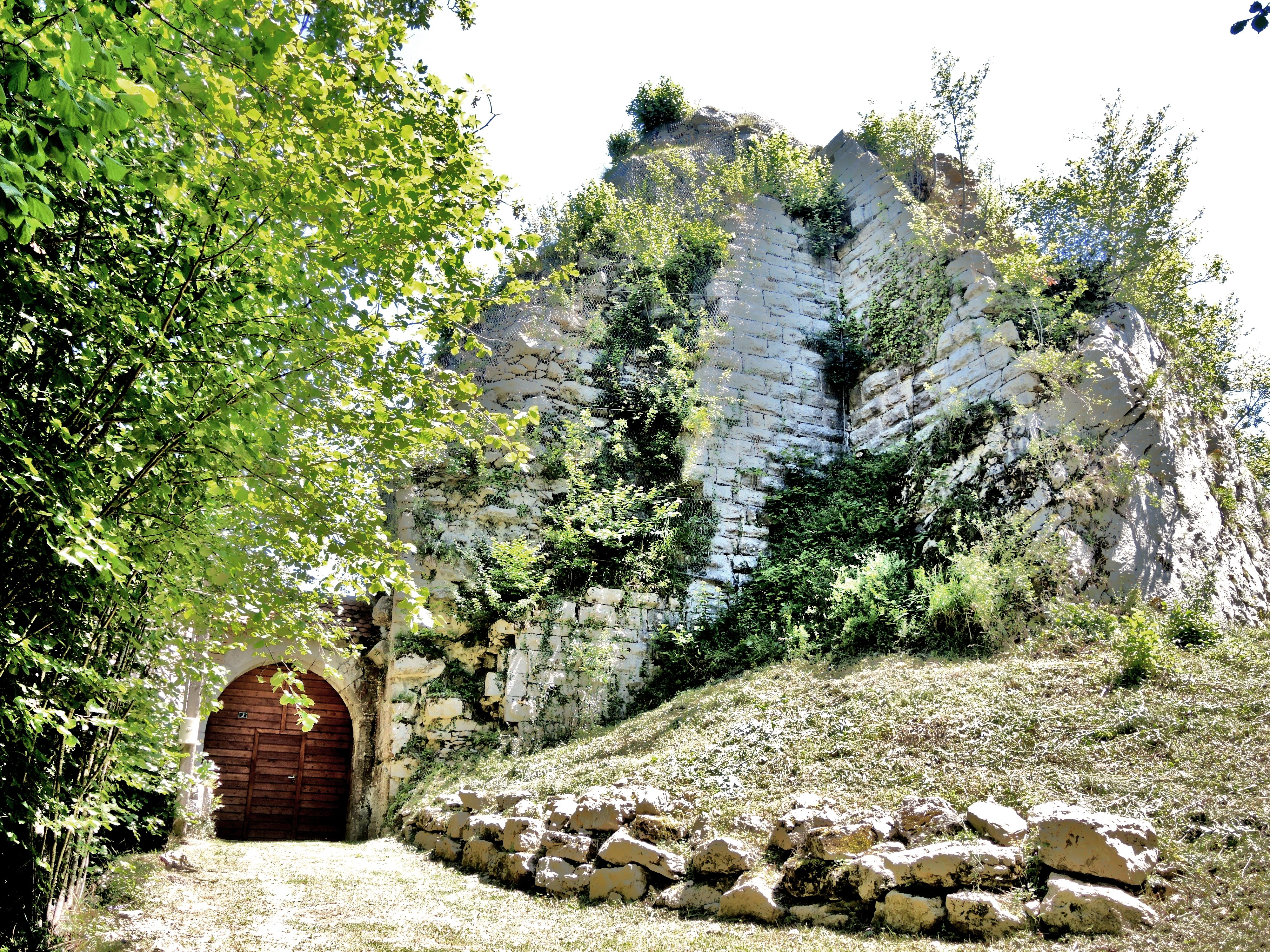
Ruines de l'ancien château de Châtillon-sous-Maîche.

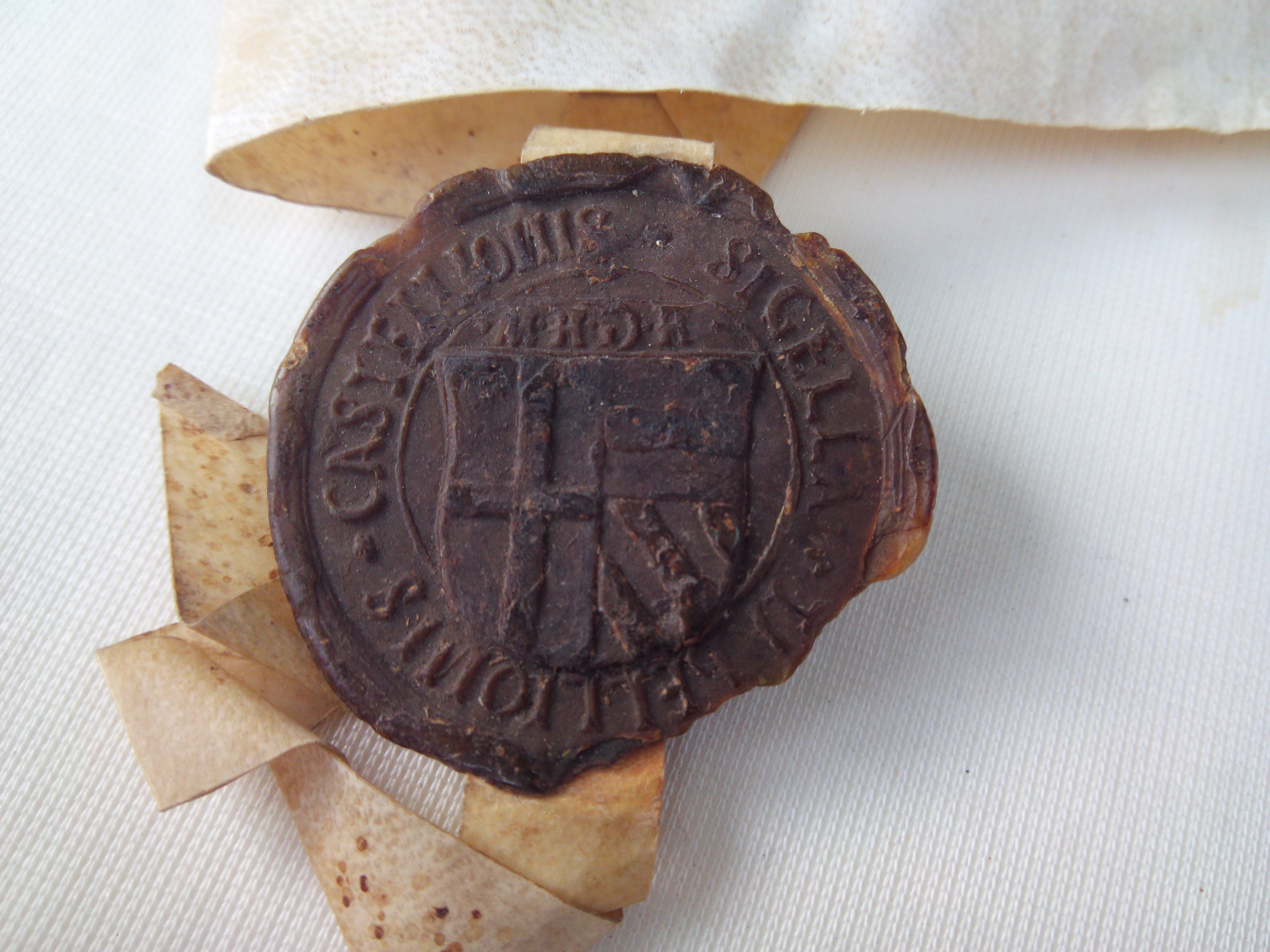
Sceau du tabellion de Châtillon-sous-Maîche

- Vestiges du château de Châtillon-sous-Maîche. Avec ses rochers d'une hauteur vertigineuse, dont le seul accès était protégé par trois portes successives, il était l'une des plus puissantes forteresses du comté de Bourgogne.

Construit au XIIe siècle par les sires de la Roche, Il entra en possession du sire Guillaume de Vienne (né vers 1361/1362 - † 1437) le 06 avril 1400. Son héritier et petit-fils, Jean de Vienne (vers 1420-1464), vendit la seigneurie de Châtillon en 1461 / 1464 à Guillaume de Ray seigneur de Beaujeu.
Ce fut Philippe De Hochberg (1453-1503), neveu maternel dudit Jean de Vienne, qui s'en porta acquéreur ensuite.
Durant les guerres de Bourgogne, il fut pris par les troupes de Louis XI en 1479. Repris peu après par les Bourguignons, il ouvrit à nouveau ses portes aux Français, et son capitaine, Chrétien de Digoine, fut décapité à Faucogney pour l'exemple.
Au sortir des Guerres de Bourgogne, il fut rebâti et puissamment modernisé pour résister aux armes à feu comme en témoignent encore ses belles et nombreuses pierres à bossages. Inquiété par les troupes suédoises en 1639, il n'ouvrit point ses portes et ce n'est qu'en 1668, qu'il fut détruit, lors de la première conquête de la Comté par Louis XIV. Deux vues, dont l'une cavalière, subsistent dans les atlas de la Bibliothèque du Génie.
- Église Saint-Léger (XIIe-XVIIe siècles), à Chaux-lès-Châtillon, inscrite monument historique en 1936. Des fresques du XVIe siècle, mises au jour en 1996, ont été restaurées en 2005.

## Personnalités liées à la commune
- Gabriel Louis Sabas de Faivre, né le 5 février 1726 au château de Courcelles-les-Châtillon et mortellement blessé le 18 septembre 1793 au combat devant Lauterbourg (Bas-Rhin), dit général "Febure" ; général de brigade des armées de la République.